# Friedrich von Wietersheim
Friedrich Karl Ferdinand von Wietersheim (* 7. April 1849 in Stettin; † 1. Oktober 1906 ebenda) war ein deutscher Konteradmiral der Kaiserlichen Marine.

## Leben

### Herkunft
Friedrich von Wietersheim war der älteste Sohn des Königlich preußischen Kreisgerichtsdirektors Maximilian von Wietersheim (1809–1857) und Mathilde, geb. von Stülpnagel (1819–1893). Sein jüngster Bruder war Kurt von Wietersheim-Kramsta (1854–1936).

### Karriere
Friedrich von Wietersheim trat am 8. September 1865 in die Norddeutsche Marine ein. Am 23. November 1869 erfolgte seine Beförderung vom Seekadett zum Unterleutnant zur See.
Das Aviso Loreley kommandierte er, später als Kapitänleutnant, vom 1. Juli 1873 bis April 1881. Am 21. August 1873 hatte er mit dem Patent vom 22. Juni 1871 die Beförderung zum Leutnant zur See erhalten. 1884 war er im Admiralstab Mitglied der Artillerie-Prüfungs-Kommission.
Als Korvettenkapitän übernahm er im Mai 1886 das Kommando über die Adler und blieb in dieser Position bis Juli 1888. Am 28. Oktober 1886 hisste die Besatzung des Schiffes auf den Salomon-Inseln Bambatani und Choiseul die deutsche Flagge als Zeichen der Inbesitznahme durch das Deutsche Reich.
Am 24. April 1888 übernahm er – die Adler lag im Hafen – zusätzlich die Dienstgeschäfte als dienstältester Seeoffizier der Station Apia. In dieser Position wurde ihm vom Ersten Offizier der Eber, Oberleutnant zur See Hugo Emsmann, berichtet, dass sich der Zustand des Kommandanten der Eber, Kapitänleutnant Wilhelm Bethge (* 1852), während der Anreise und bei der anschließenden Liegezeit in Apia verschlechtert habe. Daraufhin führte von Wietersheim eine Untersuchung durch und berief anschließend den Kommandanten ab. Gleichzeitig ernannte er Emsmann zum Kommandanten der Eber, welches am 7. August 1888 die Zustimmung der Admiralität erhielt.
Anfang September 1888 wurde er zum Kommandeur einer Abteilung bei der I. Matrosendivision ernannt.
Vom 11. September 1889 bis 21. September 1891 war er Kommandant der Oldenburg. In dieser Position wurde er am 27. Januar 1890 zum Kapitän zur See befördert. Zum Frühjahr 1892 wurde er von der Wahrnehmung der Geschäfte als Kommandeur der II. Matrosendivision entbunden und wurde Kommandeur der II. Werftdivision.
Mit der erneuten Indienststellung am 27. April 1893 wurde er Kommandant der Stein und blieb dies bis Mai 1895. Anfang 1894 erhielt er den Kronen-Orden 2. Klasse und Mitte März 1894 die 2. Klasse des Ordens des Brustbildes von Bolivar.
Für einen Monat von August auf September 1895 war er Kommandant der Baden. Später wurde er Depot-Inspekteur und wurde anschließend von April 1896 bis Oktober 1898 als Oberwerftdirektor der Kaiserlichen Werft Danzig eingesetzt. Anschließend wurde er, mit Patent vom 16. November 1898 als Konteradmiral, Chef der II. Division des I. Geschwaders.
1900 war er Inspekteur der 2. Marineinspektion. Mitte Juli 1900 wurde er zur Disposition gestellt und erhielt im gleichen Jahr den Stern zum Kronen-Orden 2. Klasse.
Bis 1891 hatte er u. a. den Roten Adlerorden 4. Klasse, den Kronen-Orden 3. Klasse, das Komturkreuz 2. Klasse des Norwegischen Ordens des Heiligen Olafs und den Mecidiye-Orden 3. Klasse erhalten.

### Familie
Am 5. September 1882 heiratete er in Konstantinopel Annie Vincent Azarian (1860–1887). Aus dieser Ehe ging eine Tochter (* 1885) hervor. In zweiter Ehe war er ab 25. Februar 1892 mit Hedwig Adele Wilhelmine von Knobelsdorff-Brenkenhoff (* 1868) verheiratet.